# Katie Boland
Pour les articles homonymes, voir Boland (homonymie).
Katherine Boland, dite Katie Boland, est une actrice canadienne, née le 14 février 1988 à Toronto.

## Biographie
Katherine Lenora Bolandest née le 14 février 1988 à Toronto.
Katie Boland vit entre Los Angeles et Toronto. Dans ses temps libres, elle écrit des romans et des œuvres en tant que journaliste pour le Toronto Star, Blog TO, SheDoesTheCity et TChad Quarterly. Elle a aussi créé un blog avec des extraits de ses fictions. Elle a un frère, Michael Boland, qui est rappeur, et une sœur, Rejane Wilson. Sa mère, Gail Harvey, est une cinéaste, et son père, Kevin Boland, est un journaliste.

## Filmographie

### Cinéma
- 2004 : Que nous reste-t-il ? : Tamara Anderson
- 2009 : Adoration d'Atom Egoyan : Hannah
- 2010 : Die, le châtiment (Die) : Die
- 2014 : Gerontophilia de Bruce LaBruce : Désirée

### Télévision

#### Téléfilms
- 2009 : Un bébé devant ma porte (Taking a Chance on Love) de Douglas Barr : Violette Johnsson
- 2009 : Nicole et Martha (Dancing Trees) d'Anne Wheeler : Martha Rooney
- 2018 : Ma fille, kidnappée à 4 ans (Stolen) de Don E. FauntLeRoy : Kayla

#### Séries télévisées
- 2011 : Lost Girl, saison 2, épisode 1 : Bianca
- 2013 : Reign : Le Destin d'une reine, saison 1 : Clarissa, fille illégitime de Catherine de Médicis
- 2022 : Five Days at Memorial : Kristy Johnson